# 챌린저 우주왕복선 폭발 사고

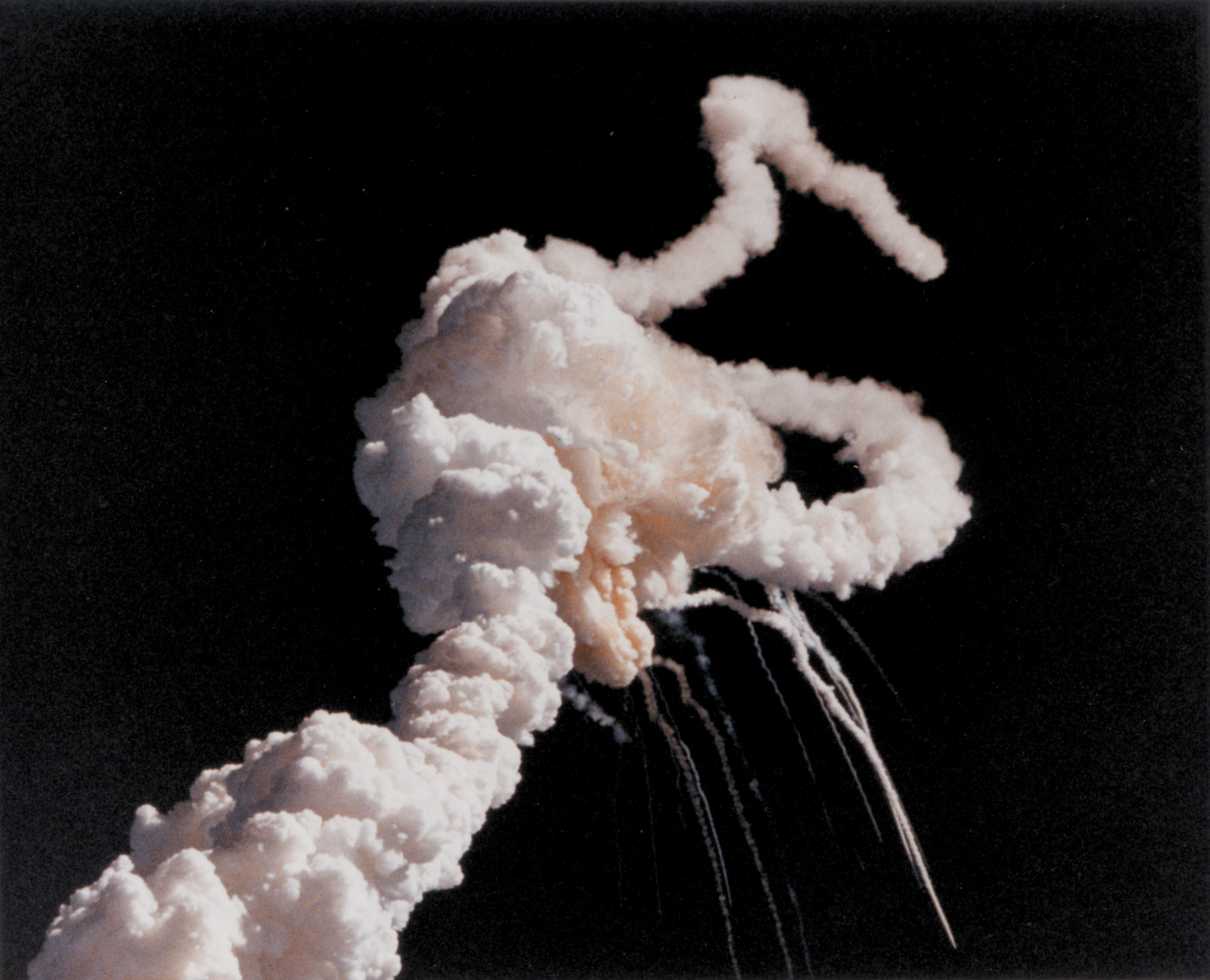
외부연료탱크의 폭발 직후. 보조추진로켓은 분리되어 불규칙적으로 날아가고 있다. 연료탱크의 폭발로 발생된 연기 내에서는 챌린저호 본체가 압력에 의해 분해되었다.

챌린저 우주왕복선 폭발사고( - 宇宙往復船爆發事故, Space Shuttle Challenger disaster)는 1986년 1월 28일에 미국의 챌린저 우주왕복선이 발사 73초 후 고체 연료 추진기의 이상으로 폭발해 7명의 대원이 희생된 사고이다. 챌린저호는 열번째 임무인 STS-51-L을 위해 발사된 직후였다. 이 사고로 탑승하고 있던 승무원 7명 전원이 모두 순직하는 인명피해와 4,865억원의 금전적 손실을 입었다.

## 탑승한 우주비행사
| STS-51-L 미션의 승무원들                                                        | - 앞줄 왼쪽부터 : - 마이클 J. 스미스(40, 1) - 조종사. 공군 중령. - 프랜시스 스코비(46, 2) - 선장. 해군 대령. - 로널드 맥네어(35, 2) - 탑승 운용 기술자. 물리학자. - 뒷줄 왼쪽부터 : - 엘리슨 오니즈카(39, 2) - 탑승 운용 기술자. 공군 중령. - 크리스타 매콜리프(37, 1) - 탑승 과학 기술자 겸 우주비행 참가자. 교사. - 그레고리 자비스(41, 1) - 탑승 과학 기술자. 공군 대위. - 주디스 레스닉(36, 2) - 탑승 운용 기술자. 기술자. |

STS-51-L 미션 기장

| 괄호 속 숫자는 순서대로 사망 당시 나이와 사고 자체를 포함한 우주 비행 횟수이다. | |

## STS-51-L 미션의 목표
- TDRS-B 인공위성의 궤도 투입 - 주목적
- 핼리 혜성의 관측 - 맥네어가 수행할 예정이었다.
- Teacher in Space 계획의 실행 - 제목 그대로 우주에서 원격으로 학교 강의를 진행하는 것으로 매콜리프가 수행할 예정이었다.
- 기타 과학 실험
- 우주에서의 색소폰 연주 - 정식 목적은 아니며, 맥네어와 그와 사적인 친분이 있는 작곡가 장미셸 자르와의 공동 작업이었다.

## 사고의 경과
- 발사 전
  - 처음 예정은 1월 22일이었으나 다른 발사(STS-61-C)로 인해 23일로, 다시 24일로 연기되었다.
  - 이어서 착륙 예정지의 악천후로 인하여 25일로 연기되었다.
  - 또 발사 기지(케네디 우주센터)의 악천후로 인해 27일 9시 53분으로 다시 정해졌다.
  - 챌린저 호 본체의 추가 정비가 필요해져 결국 발사는 28일로 미뤄진다.
  - 전문가들은 28일에도 날씨가 너무 추워서 연기해야 한다고 했으나 NASA는 더 미룰 수 없다면서 예정대로 발사시킨다.

- 발사 당일

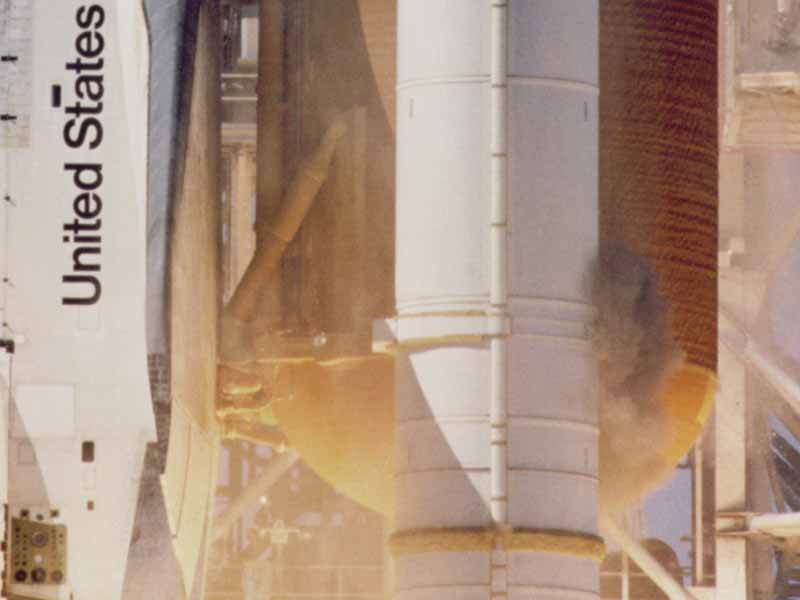
발사 직전, 오른쪽 SRB에서 발생하고 있는 연기

  - -6.6초 : 챌린저호 본체의 주 엔진 점화.
  - 0초 : 발사.
  - +0.678초 : 오른쪽 보조추진로켓(고체 로켓 부스터(이하, SRB) 아래쪽에서 검은 연기가 나는 것이 확인됨.
  - +2.273초 : 연기가 더 이상 뿜어져 나오지 않게 됨.
  - +3.375초 : 연기가 모두 확산되어 보이지 않게 됨.
  - +28초 : 주 엔진의 출력을 낮춰 궤도 수정.
  - +35.379초 : 주 엔진의 출력을 65%까지 높여, 마하 1 돌파.
  - +51.860초 : Max Q(가장 압력이 높은 지점)에 도달함.
  - +58.788초 : 오른쪽 SRB 아래쪽에 불꽃이 확인됨. 이는 나중에 기록을 판독하여 확인된 결과로, 당시에는 챌린저 호 내에서도, 휴스턴의 관제센터에서도 인식하지 못하고 있었다.
  - +1분 0.238초 : 불꽃이 SRB와 외부 연료 탱크(이하, ET)의 연결 부위로 옮겨 붙음.
  - +1분 4.660초 : ET의 액체 수소 탱크에서 수소가 새어나옴.
  - +1분 6.764초 : ET 수소 탱크의 압력 저하가 확인됨.
  - +1분 8초 : 관제센터, 챌린저 호에 출력 증가를 지시함.
  - +1분 12.284초 : 오른쪽 SRB가 갑자기 바깥쪽으로 밀리는 현상이 관측됨.
  - +1분 12.525초 : 사후의 분석에 따르면 오른쪽 SRB가 갑자기 가속하였음. 이는 선내의 승무원들도 인지하였을 것으로 추정됨.
  - +1분 13.025초 : 조종실 CCTV에 기록된 마지막 부분으로 스미스 조종사가 계기판을 보며 "Uh oh"라고 반응하고 있다. 주엔진의 작동상태나 ET의 압력저하에 대해 의아해 하고 있는 것으로 추정된다.
  - +1분 13.124초 : ET의 수소 탱크 위쪽 돔이 파손되어 산소 탱크쪽으로 밀려들어감. 동시에 오른쪽 SRB가 앞쪽 연결부 방향으로 돌아오면서 ET를 타격함.

## 사고의 원인 분석

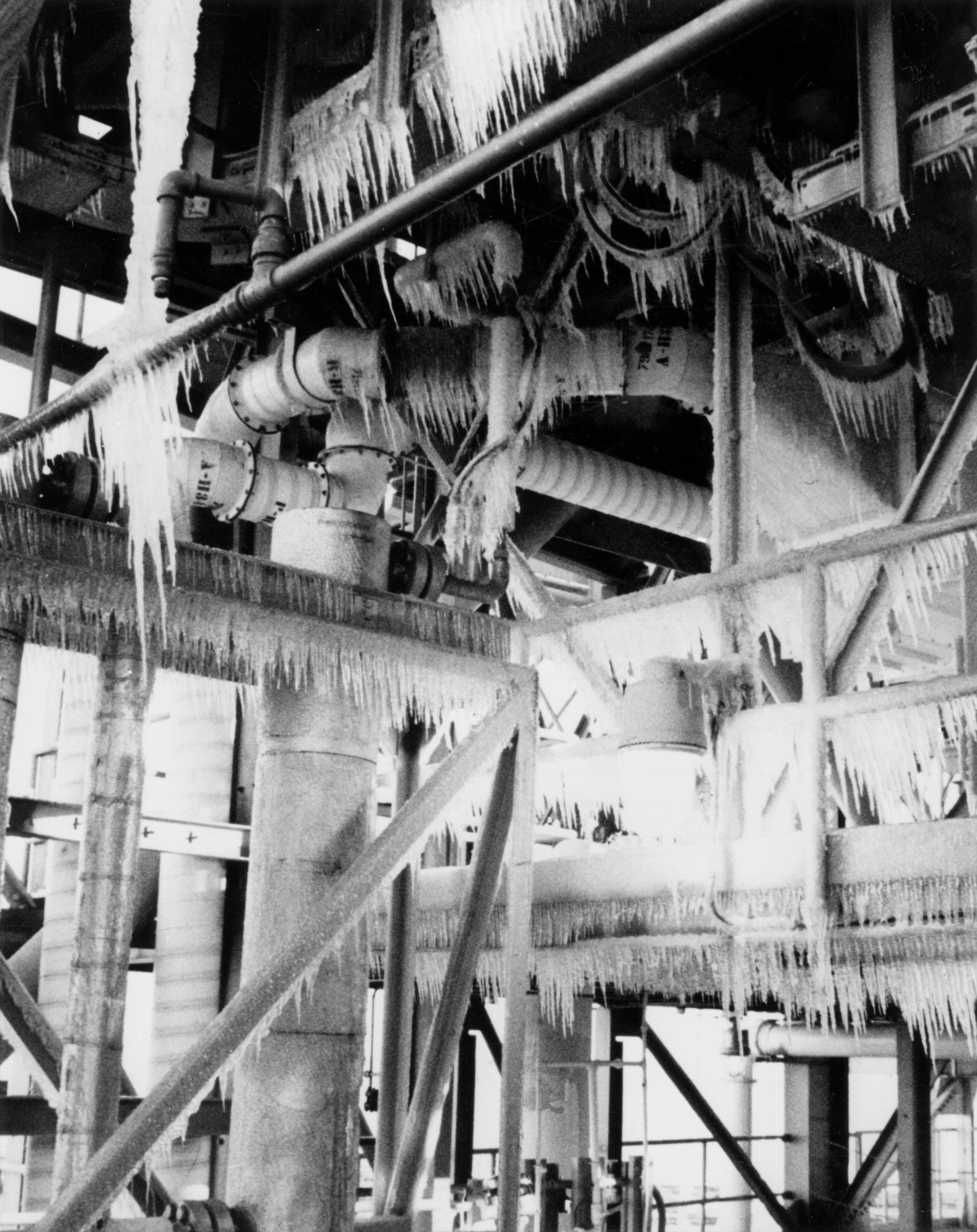
발사 당일, 추운 날씨로 인해 발사대에 고드름이 생겼다.

사고의 원인은 오른쪽 SRB의 고무 재질로 된 O링(간단히 말해서 고무패킹이다)이 추운 날씨로 인해 얼어 버려 제 기능을 다하지 못했기 때문이다. 발사 전 NASA와의 회의 때, 우주왕복선 고체 로켓 부스터를 설계하고 제작한 모튼 치오콜사의 경험 많은 고무 O링 기술자는 발사를 취소하거나 일정을 조정해달라고 몇 번이고 요청하였다. 매우 낮은 온도가 O링을 얼게하여 확장력 발휘하지 못하고 수축해서 금속동체의 밀페가 실패하고 초고온의 추진가스도 고무오링에 닿아 타버렸다. 그러나 NASA와 치오콜사의 고위 관리자들은 그의 말을 무시하고 발사를 허가하였다. 결과적으로 챌린저 우주왕복선에 장비된 SRB의 O링은 낮은 온도로 인해 탄력성이 부족해져 발사 후 그 틈으로 새어나온 고온, 고압의 연료에 불이 붙었다. SRB는 발사 후 2분 뒤에 분리되므로 그대로 2분만 버텨주었으면 무사히 발사될 수도 있었으나, SRB의 불꽃이 외부연료탱크(ET) 아래쪽에 들어 있는 액체수소 연료로 옮겨붙으면서 폭발했다. 이로 인해 발생한 고온, 고압의 연기 속에서 챌린저호 본체가 압력을 이기지 못하여 그대로 공중분해되는, 최악의 결과가 발생하고 말았다. 그후 설립된 사고 원인 분석 대통령 직속 위원회에서는 물리학자인 리처드 파인만이 원인을 찾아냈다.

## 사고의 영향
- 우주왕복선의 운용이 전면 중지되었다. 운용이 재개된 것은 약 2년 8개월 뒤인 STS-26(en, 1988년 9월 29일 발사, 디스커버리호)이었다.
- 희생자들의 이름을 딴 학교, 도로, 건물 등이 생겨났고, 달의 크레이터와 소행성에도 희생자들의 이름이 붙여졌다. 특히 학자 출신인 맥네어와 교사 출신인 매콜리프의 이름을 따 개명된 학교가 많았다.
- 승무원들의 유족이 중심이 되어 비영리 교육재단인 챌린저 재단이 설립되었다. 동 재단에서는 미국 내외에서 약 60여개소의 우주 과학에 대한 교육센터(en)를 운영하고 있다. 그 중 미국 국외에는 3개소의 교육센터가 운영되고 있으며 대한민국 내에는 양주시에 위치한 송암천문대에서 운영되고 있다.
- 1990년에는 영화화되었다. 해당 영화(en)는 STS-51-L 미션의 발사 장면으로 끝을 맺는다.
- STS-4(en) 이후로 철거되었던 우주왕복선의 승무원 비상탈출기구가 재차 설계, 설치되었다. 이는 승무원들 중 적어도 2명(오니즈카와 레스닉)이 기체의 잔해가 바다에 떨어질 때까지 생존해 있었다는 정황이 포착된 것이 크게 작용하였다.
- 챌린저호와 승무원들을 추모하는 악곡도 다수 만들어졌다.
  - 스웨덴의 록 밴드 유럽이 1986년 5월에 발표한 3집 앨범The Final Countdown의 타이틀곡 The Final Countdown은 챌린저호와 승무원들을 추모하는 곡으로 알려졌으나 이것은 사실이 아닌 것으로 판명나는데 이 노래는 이미 그 전 해인 1985년에 녹음을 끝낸 노래였다고 한다.
  - 장미셸 자르는 텍사스주와 휴스턴의 150주년을 기념하는 공연에서 연주할 곡 중 Randez-vous VI'을, 동 곡을 공동작곡한 로널드 맥네어를 추모하여 Last Randez-vous(Ron's Piece)로 제목을 바꾸어 초연하였다.
  - 존 덴버의 Flying for Me는 크리스타 매콜리프를 추모하는 곡이다. 덴버는 Teacher in space의 우주비행사 선발에 응모하기도 했다.[출처 필요]
  - 아울 시티의 Galaxies와 앞 트랙인 January 28, 1986도 날짜와 가사 내용으로 보아 챌린저호 폭발 사고를 추모하는 노래로 보고 있다.

## 같이 보기
- 리처드 파인만
- 컬럼비아 우주왕복선 공중분해 사고